# 1975 w filmie
Wydarzenia filmowe w 1975 roku.

## Premiery

### Filmy polskie
| Data            | Tytuł filmu             | Kraj   | Reżyseria                 | Obsada                                                                                   |
| --------------- | ----------------------- | ------ | ------------------------- | ---------------------------------------------------------------------------------------- |
| 21 stycznia     | Bilans kwartalny        | Polska | Krzysztof Zanussi         | Maja Komorowska, Piotr Fronczewski, Marek Piwowski, Zofia Mrozowska                      |
| 21 stycznia     | Wszystkie moje dzieci   | Polska | Józef Gębski Antoni Halor | –                                                                                        |
| 10 lutego       | Orzeł i reszka          | Polska | Ryszard Filipski          | Ryszard Filipski, Anna Ciepielewska, Henryk Giżycki, Andrzej Kozak, Wacław Ulewicz       |
| 21 lutego       | Ziemia obiecana         | Polska | Andrzej Wajda             | Daniel Olbrychski, Andrzej Seweryn, Wojciech Pszoniak, Kalina Jędrusik, Anna Nehrebecka  |
| 7 marca         | Linia                   | Polska | Kazimierz Kutz            | Czesław Jaroszyński, Teresa Lipowska, Stanisław Igar, Joanna Bogacka, Leonard Pietraszak |
| 18 marca        | Urodziny Matyldy        | Polska | Jerzy Stefan Stawiński    | Jolanta Bohdal, Mirosława Krajewska, Jolanta Lothe, Ewa Miller, Józef Duriasz            |
| 30 marca        | Awans                   | Polska | Janusz Zaorski            | Marian Opania, Bożena Dykiel, Józef Nalberczak, Małgorzata Rożniatowska                  |
| 31 marca        | Koniec wakacji          | Polska | Stanisław Jędryka         | Marek Sikora, Agata Siecińska, Józef Nalberczak, Tadeusz Białoszczyński                  |
| 8 kwietnia      | To ja zabiłem           | Polska | Stanisław Lenartowicz     | Joanna Bogacka, Maciej Góraj, Danuta Maksymowicz, Janusz Bukowski                        |
| 3 czerwca       | Dzieje grzechu          | Polska | Walerian Borowczyk        | Grażyna Długołęcka, Jerzy Zelnik, Olgierd Łukaszewicz, Roman Wilhelmi, Marek Walczewski  |
| 24 czerwca      | Strach                  | Polska | Antoni Krauze             | Joanna Żółkowska, Grzegorz Warchoł, Henryk Bąk, Halina Gryglaszewska                     |
| 8 lipca         | Grzech Antoniego Grudy  | Polska | Jerzy Sztwiertnia         | Elżbieta Kępińska, Franciszek Pieczka, Zdzisław Maklakiewicz, Gustaw Lutkiewicz          |
| 15 sierpnia     | Wieczne pretensje       | Polska | Grzegorz Królikiewicz     | Bogusz Bilewski, Franciszek Trzeciak, Lucyna Winnicka, Jerzy Przybylski                  |
| 15 sierpnia     | Znikąd donikąd          | Polska | Kazimierz Kutz            | Jerzy Trela, Jadwiga Jankowska-Cieślak, Leonard Pietraszak, Olgierd Łukaszewicz          |
| 2 września      | Moja wojna, moja miłość | Polska | Janusz Nasfeter           | Piotr Łysak, Grażyna Michalska, Zofia Małynicz, Jadwiga Chojnacka, Anna Seniuk           |
| 16 września     | Czerwone i białe        | Polska | Paweł Komorowski          | Czesław Jaroszyński, Henryk Bista, Elżbieta Jodłowska, Anna Milewska, Jan Englert        |
| 23 września     | Noce i dnie             | Polska | Jerzy Antczak             | Jadwiga Barańska, Jerzy Bińczycki, Emir Buczacki, Stanisława Celińska, Władysław Hańcza  |
| 10 października | W te dni przedwiosenne  | Polska | Andrzej Konic             | Leonard Pietraszak, Halina Rowicka, Jerzy Matałowski, Alicja Jachiewicz                  |
| 20 października | Doktor Judym            | Polska | Włodzimierz Haupe         | Jan Englert, Anna Nehrebecka, Jerzy Kamas, Henryk Bąk, Halina Chrobak                    |
| 17 listopada    | Opadły liście z drzew   | Polska | Stanisław Różewicz        | Mieczysław Hryniewicz, Arkadiusz Bazak, Tadeusz Białoszczyński, Bohdan Ejmont            |
| 27 listopada    | Zaklęte rewiry          | /      | Janusz Majewski           | Marek Kondrat, Roman Wilhelmi, Roman Skamene, Cestimir Randa, Michał Pawlicki            |

### Filmy zagraniczne
- Lot nad kukułczym gniazdem (One Flew Over the Cockoo Nest) – reż. Miloš Forman
- Pieskie popołudnie (Dog Day Afternoon) – reż. Sidney Lumet
- Szczęki (Jaws) – reż. Steven Spielberg
- Piknik pod Wiszącą Skałą – reż. Peter Weir
- Młody Frankenstein – reż. Mel Brooks
- Trzy dni kondora – reż. Sydney Pollack
- Dzień szarańczy – reż. John Schlesinger
- Dersu Uzała – reż. Akira Kurosawa
- Barry Lyndon – reż. Stanley Kubrick
- Tommy – reż. Ken Russell
- Pod jednym dachem – reż. František Filip
- Ironia losu (Ирония судьбы, или С лёгким паром!) – reż. Eldar Riazanow

## Nagrody filmowe
- Oskary
  - Najlepszy film – Lot nad kukułczym gniazdem – reż. Miloš Forman
  - Najlepszy aktor – Jack Nicholson – Lot nad kukułczym gniazdem
  - Najlepsza aktorka – Louise Fletcher – Lot nad kukułczym gniazdem
  - Wszystkie kategorie: Oskary w roku 1975
- MFF w Cannes
  - Złota Palma: Mohammed Lakhdar-Hamina – Kronika lat pożogi
- MFF w Berlinie
  - Złoty Niedźwiedź: Márta Mészáros – Adopcja
- II Festiwal Polskich Filmów Fabularnych
  - Lwy Gdańskie: Ziemia obiecana reż. Andrzej Wajda, Noce i dnie reż. Jerzy Antczak

## Urodzili się
- 3 stycznia – Danica McKellar, aktorka
- 18 stycznia – Aleksandra Woźniak, polska aktorka
- 31 stycznia – Preity Zinta, indyjska aktorka
- 22 lutego – Drew Barrymore, aktorka
- 15 marca – Eva Longoria Parker, amerykańska aktorka
- 24 marca – Tamara Arciuch, polska aktorka
- 3 maja – Rafał Mohr, polski aktor
- 4 czerwca – Angelina Jolie, amerykańska aktorka
- 9 czerwca – Bartosz Żukowski, polski aktor
- 24 lipca – Eric Szmanda, amerykański aktor
- 7 sierpnia – Charlize Theron, amerykańska aktorka
- 5 października – Kate Winslet, aktorka
- 8 listopada – Tara Reid, amerykańska aktorka
- 19 listopada – Sushmita Sen, aktorka
- 17 grudnia – Milla Jovovich, aktorka
- 27 grudnia – Heather O’Rourke, amerykańska aktorka dziecięca (zm. 1988)

## Zmarli
- 9 stycznia – Pierre Fresnay, francuski aktor (ur. 1897)
- 24 stycznia – Larry Fine, aktor
- 26 stycznia – Lubow Orłowa, rosyjska aktorka (ur. 1902)
- 7 marca – Ben Blue, aktor (ur. 1901)
- 14 marca – Susan Hayward, aktorka (ur. 1917)
- 3 kwietnia – Mary Ure, aktorka (ur. 1933)
- 10 kwietnia – Marjorie Main, aktorka (ur. 1890)
- 12 kwietnia – Josephine Baker, tancerka, aktorka i piosenkarka (ur. 1906)
- 13 kwietnia – Larry Parks, actor
- 15 kwietnia – Richard Conte, actor
- 4 czerwca – Evelyn Brent, aktorka
- 20 sierpnia – Adolf Dymsza, polski aktor (ur. 1900)
- 2 listopada – Pier Paolo Pasolini, włoski reżyser (ur. 1922)